# Nabila Espanioly
Nabila Espanioly (en àrab: نبيلة إسبنيولي), nascuda l'any 1955, és una activista, pedagoga i feminista àrabo-israeliana dels anomenats àrabs d'Israel, que treballa en diverses associacions pels drets de les dones i ha estat candidata al Kenésset pel Front Democràtic per la Pau i la Igualtat (Hadaix, en el seu acrònim hebreu).

## Biografia
Va néixer el 1955 a Natzaret, en el si d'una família cristiana de deu membres. Després de cursar-hi els estudis secundaris, va estudiar Treball Social a la Universitat de Haifa i a la Universitat Hebrea de Jerusalem. Més tard, també va estudiar Psicologia Clínica a la Universitat d'Hamburg. L'any 1987 va tornar a Israel i va participar en l'elaboració d'un programa per a la primera infància, fins que, el 1989, va cofundar amb un grup de dones el centre pedagògic Al-Tufula, pertanyent a la Fundació de Llars d'Infants de Natzaret, que presideix des de llavors.
Al llarg d'aquests anys, Espanioly ha escrit i publicat diversos llibres sobre la primera infància, l'educació i l'orientació pedagògica, i ha col·laborat en diverses edicions àrabs sobre aquests temes. De la mateixa manera, ha publicat desenes d'articles en àrab, hebreu, anglès i alemany relacionats amb la realitat política i social de la dona palestina.

## Activisme feminista
A més de les seves accions al centre feminista de Haifa, Isha al-Isha (De dona a dona), Espanioly dirigeix des de l'any 2010 el projecte Atida, liderat per l'associació Al-Tufula i altres institucions, que té com a objectiu integrar la dona àrab al mercat laboral i millorar les seves condicions de vida.
L'any 2011 l'organització Women Deliver la va nomenar una de les 100 personalitats més inspiradores i influents per la seva contribució a la millora de la vida de dones i nens.

### Activitat pública
Espanioly ha ocupat al llarg de la seva carrera diversos càrrecs, entre els quals destaquen el de membre de la Junta Directiva del Nou Fons d'Israel i el de Presidenta de la Comissió de Drets Humans del Consell d'Administració de la iniciativa Shatil, així com el seu activisme dins del Front Democràtic per la Pau i la Igualtat. 
Nabila Espanioly ha dedicat gran part de la seva carrera a la lluita pels drets civils de la minoria àrab a Israel i per la pau entre Israel i el poble palestí. També és cofundadora i expresidenta del Centre Mossawa per a la Igualtat de Drets dels Ciutadans Àrabs a Israel.

## Premis
L'any 2003 va rebre el Premi de la Pau d'Aquisgrà a Alemanya.
El 2005 i el 2006 va ser nominada al Premi Nobel de la Pau com una de les 1000 Peace Women.